# 阿马尔普尔
阿马尔普尔（Amarpur），是印度比哈尔邦Banka县的一个城镇。总人口20930（2001年）。

## 人口
该地2001年总人口20930人，其中男性10957人，女性9973人；0—6岁人口3854人，其中男1935人，女1919人；识字率42.39%，其中男性为49.70%，女性为34.36%。